# Cime de Caron
Cime de Caron is een 3195 meter hoge berg in het Franse departement Savoie. De berg behoort tot de westelijke groep van de Grajische Alpen. Ze ligt op de grens van de gemeenten Les Belleville en Orelle en maakt deel uit van het megaskigebied Les 3 Vallées. Een kabelbaan verbindt Val Thorens met de bergtop.